# George Perry (compositor)
George Frederick Perry (Norwich, 1793 – Londres, 4 de març de 1862) fou un violinista, organista i compositor britànic.
El 1822 fou director del Haymarket Theatre i organista de Quebeck Chapel, de 1832 a 1847 mestre concertador de la Sacred Harmony Society, i a partir de 1846 organista de l'església de la Trinitat.
Va compondre els oratoris La mort d'Abel, La caiguda de Jerusalem, Hiskia i Elias i els sacerdots de Baal; una cantata, Morning, noon and night, i una obertura, The persian hunters.